# Vincenzo Buonomo
Vincenzo Buonomo (17. dubna 1961, Gaeta) je italský profesor mezinárodního práva, který byl v letech 2018–2023 jako první laik (nekněz) rektorem Papežské lateránské univerzity. Dne 1. srpna 2023 se stal jeho nástupcem v této funkci redemptorista Alfonso Vincenzo Amarante a Buonomo byl jmenován generálním radou Papežské komise pro Městský stát Vatikán.